# Pentecostalismo Reformado
O Pentecostalismo Reformado ou Pentecostalismo Calvinista é uma orientação teológica protestante que busca a convergência doutrinária entre as duas maiores famílias denominacionais protestantes: o Pentecostalismo e o Calvinismo (Fé Reformada).

## História

### Calvinismo
O Calvinismo, também chamado de Fé Reformada, é um grupo ou família denominacional protestante que surgiu na Europa no Século XVI. Em seus desdobramentos históricos e teológico surgiu a vertente resultante do Sínodo de Dordt conhecido pela doutrina dos Cinco pontos do Calvinismo: Depravação Total, Eleição Incondicional, Expiação Limitada, Perseverança dos Santos e Graça Irresistível.  Uma característica da família Reformada é a subscrição de confissões, como Confissões de Fé e Catecismos Reformados: Confissão Belga (1561),  Catecismo de Heidelberg (1563), Trinta e Nove Artigos da Religião (1562, 1571),  Cânones de Dort (1619), Confissão de Fé de Westminster (1647), Catecismo Maior de Westminster, Breve Catecismo de Westminster e a Segunda Confissão Helvética.
Algumas vertentes do calvinismo, principalmente na tradição avivalista holandesa e no reconstrucionismo norte-americano, há o ideal de se viver para a glória de Deus, aplicando-se a todas as áreas da vida como a educação, arte e cultura. A maioria das Igrejas Reformadas segue o Sistema de Governo Presbiteriano, algumas como os reformados da Europa Oriental seguem um sistema episcopal de governo, enquanto congregacionais e igrejas independentes tendem a seguir o sistema congregacionalista de governo.

### Pentecostalismo
O Pentecostalismo é um movimento ou família denominacional protestante que surgiu nos Estados Unidos da América no Século XX que se tornou o maior grupo protestante da atualidade, sendo maior que todos os demais protestantes somados.
As igrejas pentecostais são extremamente diversificadas quanto a doutrinas e práticas, mas tem como doutrina comum a visão do Batismo com o Espírito Santo como distinta da conversão. Creem os pentecostais que tal batismo pode ou deve ser acompanhado pela Glossolalia. As igrejas que não são historicamente pentecostais, mas que aderiram a elementos dessa doutrina são chamadas de carismáticas.
"Baptistic Pentecostals" ou "Reformed Pentecostals"
No surgimento do pentecostalismo apareceu uma vertente oriunda de ex-membros das igrejas presbiterianas, congregacionais e batistas que desenvolveram uma teologia pentecostal em uma base Reformada, especialmente da tradição de Keswick, que não é nem arminiana, nem calvinista clássica. Entre essas denominações estão a Congregação Cristã no Brasil, a Igreja Internacional do Evangelho Quadrangular, e boa parte do pentecostalismo canadense.

### O Novo Calvinismo
O Novo Calvinismo é um novo movimento religioso de difusão de uma interpretação do Calvinismo e da cultura americana entre denominações que não são historicamente calvinistas. Tal movimento surgiu nos anos 1960, ganhou corpo a partir dos anos 1990  e atinguiu nos Estados Unidos da América a Convenção Batista do Sul e as denominações não denominacionais. 
Chegando ao Brasil o movimento atingiu a Convenção Batista Brasileira e se espalhou pelas denominações pentecostais. Uma das consequências do movimento foi o êxodo de muitos jovens que deixaram o pentecostalismo e tornaram-se membros de igrejas reformadas.
Parte dos jovens e pastores influenciados pelo Novo Calvinismo permaneceram nas suas denominações de origem, criando um movimento de reforma dentro de tais denominações, dando origem assim a orientação "Pentecostal Reformada".

## O Pentecostalismo Reformado nas Igrejas Pentecostais
O Pentecostalismo Reformado não é um movimento de dissidência nas igrejas calvinistas como foi a formação da Igreja Presbiteriana Renovada do Brasil, Igreja Evangélica Cristã Presbiteriana, Igreja Cristã Maranata e Igreja Presbiteriana Viva (que são em sua maioria arminianas e não calvinistas), mas sim a mudança doutrinária sobretudo nas igrejas pentecostais que passaram a aceitar o Calvinismo. Tal fenômeno pode ser entendido como parte do Novo Calvinismo.

### Assembleia de Deus
Nas Assembleias de Deus movimento de reforma influenciou várias igrejas locais, mas encontrou grande oposição dos grupos majoritários. Os defensores mais proeminentes do calvinismo no meio assembleiano são os teólogos calvinistas assembleianos Geremias do Couto e Daniel Bernardo Marins Ouriques da Cunha. Alguns grupos assembleianos aderiram completamente aos símbolos de fé reformados, tais como a Assembleia de Deus Reformada em Itaipuaçu , em São Gonçalo no Bairro Mutuaguaçu, Porto Novo e Assembleia de Deus Reformada em São Luís.[carece de fontes?]
Várias editoras cristãos como CPAD tem publicado diversos livros de autores calvinistas, de forma que a literatura reformada tem atingido muitos membros de igrejas que não são oficialmente calvinistas. Muitos membros arminianos de tais igrejas têm criticado tais posturas.
Embora o calvinismo tenha crescido, muitos líderes das Assembleias de Deus se preocupam com a perda da identidade denominacional que o calvinismo pode gerar entre os jovens. Outros, veem como positivo o movimento, pois consideram que o semi-pelagianismo é que realmente é majoritário nas igrejas pentecostais, de forma que precisa ser combatido tanto pelo calvinismo quanto pelo arminianismo. Este, tem reaparecido como reação ao movimento calvinista. Um demonstração disso é a publicação da edição 68 da revista Obreiro Aprovado da Casa Publicadora das Assembleias de Deus com o título Em Defesa do Arminianismo. Tal publicação repercutiu novamente no debate da declaração das Assembleias de Deus quanto ao posicionamento da igreja quanto a soteriologia. 
Em novembro de 2016, a Convenção Geral das Assembleias de Deus, publicou uma nova Declaração de Fé, que em seu capítulo X, 1, defende a visão do Arminianismo quanto a salvação: Expiação universal, Eleição condicional, Graça preveniente e Preservação condicional dos santos.

### Igreja Cristã Nova Vida
A Igreja Cristã de Nova Vida, anteriormente chamava-se Igreja Pentecostal de Nova Vida, é a maior denominação aderente da orientação pentecostal reformada.  Esta igreja chegou a ingressar a Comunhão Mundial das Igrejas Reformadas mas saiu recentemente. Seu bispo, Walter Robert McAlister Junior, é conhecido como referencia entre os teólogos pentecostais calvinistas. Entre as contribuições da igreja para o movimento pentecostal reformado está a criação do Instituto Bispo Roberto McAlister de Estudos Cristãos que serve para a formação de pastores conforme a visão convergente entre o Pentecostalismo e Fé Reformada.

### Igreja O Brasil Para Cristo
A Igreja O Brasil Para Cristo tem como principal expoente do calvinismo na denominação o teólogo Clóvis Gonçalves, que defende a possibilidade de convergência dos dois movimentos. 

### Denominações menores
A Igreja Videira, cresceu a partir de Goiânia, e é um igreja em células que também se declara "Reformada", que prega oficialmente a doutrina da Predestinação. Todavia, a denominação não adere oficialmente aos símbolos de fé reformados e nem o sistema de governo historicamente adotados pelas igrejas reformadas. Ela se declara "reformada no mesmo sentido que protestante", de forma que adere a Eleição Incondicional e o Monergismo, mas não ao Calvinismo propriamento dito.
Outra denominação que busca mesclar as duas tradições é a Igreja Esperança que cresceu a partir de São Paulo. A igreja subscreve a Confissão Belga (uma das mais antigas confissões reformadas), tem sistema de governo local presbiteriano e se declara como "Reformada Carismática".

## O Pentecostalismo Reformado nas Igrejas Reformadas
No Brasil devido aos dissidentes supracitados nas igrejas reformadas brasileiras, tais denominações são bem mais fechadas a convergência doutrinária do que igrejas pentecostais. 
A Igreja Presbiteriana Conservadora e a Igreja Presbiteriana do Brasil são majoritariamente Cessacionistas, por exemplo. Mesmo assim, grupos como a Igreja Presbiteriana Independente do Brasil são oficialmente Continuístas, mas nenhum dessas denominações considera-se carismática.

## Estados Unidos
Em dezembro de 2017, o periódico Christianity Today relatou o crescimento de igrejas carismáticas reformadas em Washington, D.C.. Ao todo, já seriam mais de de 70 igrejas conhecidas.
As igrejas reformadas estadunidenses, todavia, são mais abertas ao Movimento Carismático. A Igreja Presbiteriana Evangélica e Igreja Presbiteriana na América possuem alas carismáticas oficialmente.

## Críticas
Muitos teólogos, sobretudo nas igrejas reformadas, consideram incompatíveis as tradições reformada e pentecostal e defendem que não deve haver convergencia entre elas pois isso seria uma forma de" pentecostalizar" as igrejas reformadas. Para eles o Calvinismo é muito mais do que sua Soteriologia, mas toda a cosmovisão.
Vários pastores ligados a Convenção Geral das Assembleias de Deus no Brasil criticam o crescimento calvinista na denominação pelo fato dela ser historicamente arminiana. Argumentam também a ligação entre todas as doutrinas em uma teologia sistemática.
Outras crítica ao Pentecostalismo Reformado se deve ao fato de, a maioria dos movimentos que se denominam pentecostais reformados, na verdade, adotam toda a doutrina reformada, sendo apenas continuísta quanto aos dons carismáticos. O Pentecostalismo se caracteriza pela crença no batismo com o Espírito Santo como segunda benção, posterior a conversão, quando grupos que afirmam ser pentecostais reformados, geralmente têm a mesma doutrina reformada de que o batismo com o Espírito Santo é a própria conversão. Por isso, tais grupos não seria corretamente classificados como pentecostais.

## Diferenças históricas entre Calvinistas e Pentecostais
| Topico                       | Pentecostalismo                                                                                                  | Igrejas Reformadas |
| ---------------------------- | --- | --- |
| Maior denominação no Brasil  | Convenção Geral das Assembleias de Deus no Brasil                                                                | Igreja Presbiteriana do Brasil |
| Antropologia                 | Tricotomista | Dicotomista |
| Soteriologia                 | Graça preveniente, Eleição condicional,Expiação ilimitada, Preservação condicional dos santos e Graça resistível | Depravação Total, Eleição Incondicional, Expiação Limitada, Graça Irresistível e Perseverança dos Santos                                                                                 |
| Lei Divina                   | Dispensacionalista: Defende que são normativos para os cristãos apenas os mandamentos do Novo Testamento.        | Teonomista: são normativos para os cristãos todos os mandamentos do Antigo Testamento, exceto os que foram revogados no Novo Testamento. A Lei é vista como positiva por guiar à justiça |
| Regeneração                  | Sinergismo | Monergismo |
| Batismo com o Espírito Santo | É uma segunda benção, após a conversão, algumas vezes evidenciado pelo falar em línguas estranhas                | Ocorre na conversão, e não possui evidencias externas mas sim a mudança do caráter do crente                                                                                             |
| Dons do período apostólico   | Continuísmo | Majoritariamente Cessacionismo |
| Batismo nas águas            | Batismo por imersão e Credobatista                                                                               | Batismo por Aspersão e Pedobatista |
| Ceia do Senhor               | Apenas um memorial da morte de Cristo                                                                            | Sacramento, meio de graça. Cristo está presente espiritualmente, mas não há Transubstanciação.                                                                                           |
| Escatologia                  | Dispensacionalita e Pré-Tribulacionista                                                                          | Amilenista e Pós-Tribulacionista |
| Culto                        | Informal e espontâneo                                                                                            | Bastante formal e litúrgica. Pouca espontaneidade. |